# Дивина австрійська
Дивина австрійська (Verbascum austriacum) — вид рослин з родини ранникових (Scrophulariaceae), поширений у центральній і південно-східній Європі.

## Опис
Багаторічна рослина 50–100 см. Стебло у верхній частині або від середини волотисто-гіллясте. Стебло, суцвіття і листки, особливо з нижньої сторони, б.-м. шерстистого-повстяні. Листки городчаті або двоякогородчаті, з тупими зубцями, нижні знизу б.-м. густо сіро опушені, біля основи округлі. Чашечка і квітконіжка густо сіро запушені. Віночок 20–25(30) мм в діаметрі.

## Поширення
Поширений у центральній і південно-східній Європі.
В Україні вид зростає на степах, трав'янистих схилах, у чагарниках — у Закарпатській області, і на півночі Лісостепу, рідко; в південній частині Лісостепу, Степу та Криму, зазвичай.